# Swing revival
Відродження свінгу, яке також називають ретро-свінгом і нео-свінгом, було поновленням інтересу до свінг-музики, яке почалося приблизно в 1989 році та досягло піку з початку/середини до кінця 1990-х років. Музика, як правило, походить від біг-бендів епохи свінгу 1930-х і 1940-х років, але на неї також сильно вплинули рокабілі, бугі-вугі, джамп-блюз таких артистів, як Луї Прима, і театралізація Кеба Калловея. Багато нео-свінг-гуртів практикували сучасне поєднання свінгу, джазу та джамп-блюзу з роком, панк-роком, ска та ска-панк або мали коріння в панку, ска, ска-панку та альтернативній рок-музиці.
Коріння відродження свінгу, як правило, сягає 1989 року, коли утворилося кілька найвидатніших діячів сцени: Лосанжелеський Royal Crown Revue і Big Bad Voodoo Daddy, які часто трималися близько до гри в традиційному стилі джамп-блюзу та рокабілі; Lavay Smith & Her Red Hot Skillet Lickers із Сан-Франциско, які продемонстрували вплив вокального джазу та блюзу; та Юджин, Cherry Poppin' Daddies з Орегону, який включив елементи панк-року та ска у свінг та джаз.
Невдовзі Каліфорнія стала епіцентром бурхливого нео-свінг-руху: такі клуби як Brown Derby у Лос-Анджелесі та Club DeLuxe у Сан-Франциско регулярно приймають свінгові та джазові гурти, а також пропонують безкоштовні уроки свінг-танців. На початку 1990-х років свінг-музика почала з'являтися в масовій культурі, слугуючи центром драми 1993 року «Swing Kids» і значною мірою в комедії 1994 року «Маска», в якій Royal Crown Revue зробив екранне камео. На той час ретро-свінг почав поширюватися за межі свого коріння на Західному узбережжі, що призвело до створення свінг-гуртів у таких місцях, як Техас (8½ Souvenirs, The Lucky Strikes), Мічиган (The Atomic Fireballs, The Deluxtone Rockets), Північна Кароліна (Squirrel Nut Zippers) і Канада (Big Rude Jake, Johnny Favorite Swing Orchestra).
У 1996 році американська комедія «Свінгери», в якій були сцени, зняті в «Дербі», і музичний виступ Big Bad Voodoo Daddy, стала успішною у критиків і комерційного розвитку, і її часто приписують тому, що вона принесла відродження свінгу далі в культурний мейнстрім.
У квітні 1997 року сингл Squirrel Nut Zippers 1996 року «Hell» з'явився в чартах Billboard, фактично ставши першим хітом відродження свінгу; їхній альбом Hot досяг платинового тиража в мільйон одиниць за версією RIAA до грудня 1997 року  У березні 1997 року Cherry Poppin' Daddies випустили свою свінг-компіляцію Zoot Suit Riot, яка отримала платиновий статус у серпні 1998 року та подвійний платиновий статус у січні 2000 року, а його головний сингл досяг 41 місця в Billboard Hot 100 . Оркестр Брайана Сетцера, заснований колишніми Stray Cats (фронтмен Браян Сетцер), у 1992 році також досяг подвійних платинових продажів зі своїм альбомом The Dirty Boogie 1998 року, чий кавер на пісню Луї Прими 1956 року «Jump, Jive an' Wail» став найвищим синглом у чартах відродження свінгу, досягнувши 23 місця на Billboard Hot 100 і виграв премію Греммі за найкраще поп-виконання дуету або групи з вокалом. У той же час у 1998 році The Gap використали версію Пріми «Jump, Jive an' Wail» у рекламі «Khakis Swing»;  за Stereogum Комерціалізація відродження Gap зокрема вважалася символом кінця відродження або руху свінгу 90-х, хоча приклади нео-свінгу загалом продовжують виникати й після 90-х.

## Дивись також
- Лінді-хоп
- Чарльстон
- Свінг (жанр)
- Свінові танці
- Електро-свінг